# Casa Miquel, Vincke i Meyer
La Casa Miquel, Vincke i Meyer és un edifici situat a la cantonada dels carrers de la Garriga i de Miquel, Vincke i Meyer de Palafrugell (Baix Empordà), inclòs en l'Inventari del Patrimoni Arquitectònic de Catalunya. A més de resdència unifamiliar, era la seu de l'empresa surera Miquel, Vincke & Meyer.

## Història
És un edifici de principis del segle xx, aproximadament del 1910. El promotor era Joan Miquel Avellí, expert surer associat amb alemanys, i l'arquitecte fou General Guitart i Lostaló.
Posteriorment, fou a residència del pintor Modest Cuixart i Tàpies, i actualment és la seu de la Fundació Cuixart.

## Descripció

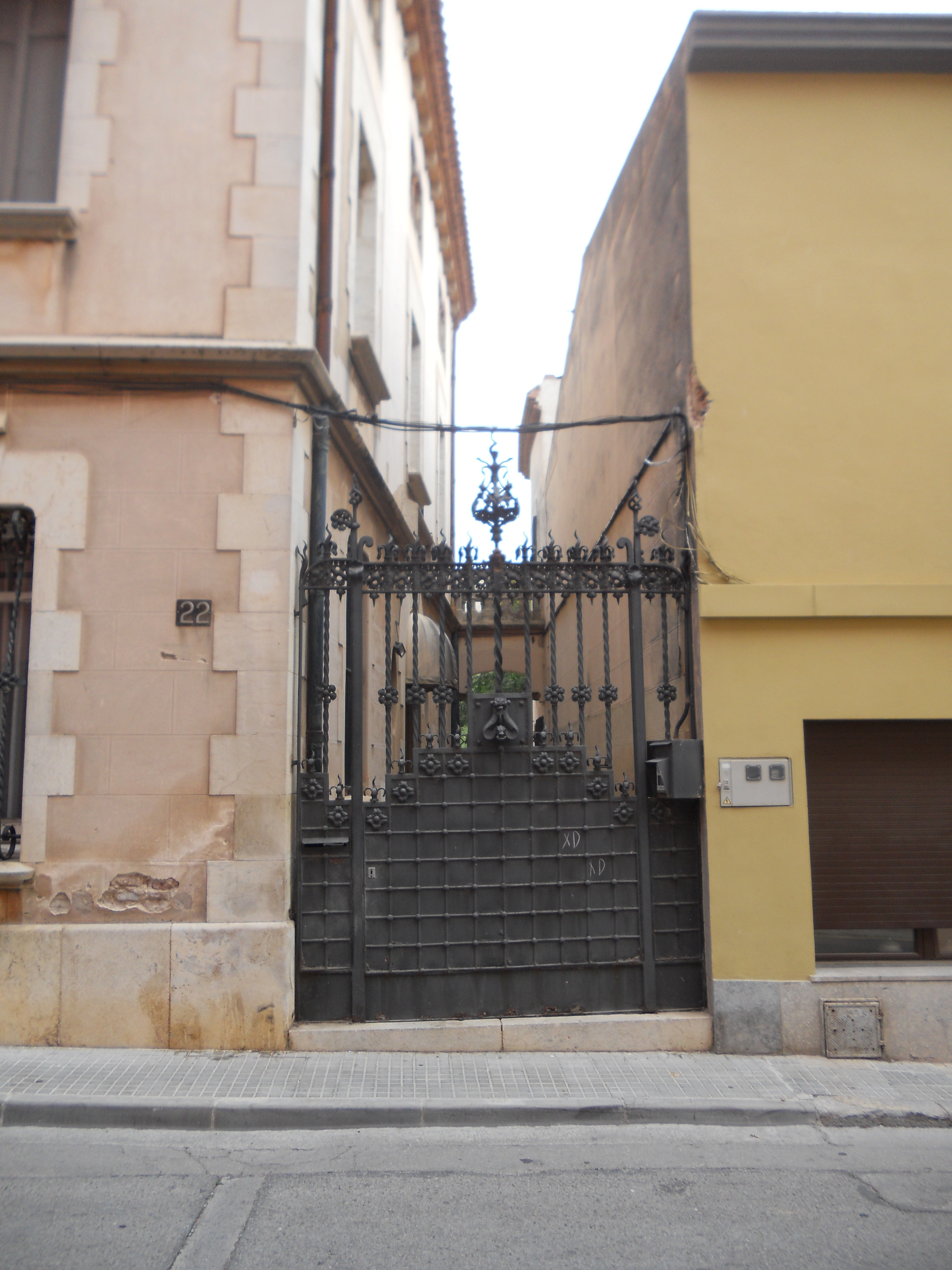
Reixa lateral

És un edifici de grans dimensions, amb un ampli jardí a la part posterior. Un passadís a la banda dreta de la façana del carrer de la Garriga comunica la reixa d'accés (element que presenta una notable forja modernista) amb la porta d'entrada, d'arc de mig punt, i amb el jardí.
El cos principal de l'habitatge és de planta, dos pisos i terrat protegit per barana i obra de ferro. Les obertures són en general amb llindes i arrodonides als angles a la planta i al primer pis, mentre que les del segon pis són de dos o tres arcs escarsers. El coronament és amb cornisa, de maó a la part inferior i de teula i trencadís a la part superior, sostinguda per petites mènsules. Hi ha dues construccions secundàries a la part posterior: una terrassa amb barana de terra cuita, annexa al cos principal, i una petita construcció que comunica amb aquell mitjançant un petit pont.
Conserva gran part del mobiliari, entre el qual les cadires de la sala on se celebraven les reunions dels consells d'administració de l'empresa, amb l'anagrama de la casa M.V.M. en relleu, segurament dissenyat pel mateix arquitecte.